# لونغافيلا (بافيا)
لونغافيلا (بالإيطالية: Lungavilla)‏ هي بلدة تقع في مقاطعة بافيا بإقليم لومبارديا في شمال إيطاليا. تبلغ مساحة هذه المدينة 6.9 (كم²)، وترتفع عن سطح البحر 74 م، بلغ عدد سكانها 2217 نسمة في عام 2004 حسب إحصاء المعهد الوطني للإحصاء.

## السكان
في سنة 1861 بلغ عدد السكان 1٬492 نسمة، وتطور العدد ليصل في سنة 2011 لـ 2٬412 نسمة.
يظهر هذا المخطط البياني تطور النمو السكاني لـ لونغافيلا (بافيا)

## وصلات خارجية
- الموقع الرسمي